# Kylie Minogue
Kylie Ann Minogue (/ˈkaɪliː mɨˈnoʊɡ/; Melbourne, 28 de mayo de 1968) es una cantante, compositora y actriz australiana de origen británico. Es ampliamente reconocida por su octavo álbum de estudio, Fever (2001), y su exitoso sencillo «Can't Get You Out of My Head», la cual le valió dos distinciones en los Premios Brit en 2002. Posteriormente, en 2023, escala de nuevo a los conteos musicales con «Padam Padam». Con un total de ochenta millones de producciones musicales vendidas en el mundo a lo largo de su carrera, Minogue es una de los artistas australianos de mayores ventas.
Después de empezar su carrera como actriz infantil en la televisión australiana, Minogue obtuvo reconocimiento a través de su papel en la serie de televisión Neighbours, antes de comenzar su carrera como cantante en 1987. Su primer sencillo, «Locomotion», estuvo siete semanas en el número uno en la lista de sencillos australiana y se convirtió en el sencillo más vendido de la década. Esto logró que tuviera contactos con compositores y los productores Stock, Aitken & Waterman. Su primer álbum de estudio, Kylie (1988), y el sencillo «I Should Be So Lucky», alcanzaron el número uno en el Reino Unido cada uno, y en los próximos dos años, sus primeros trece sencillos alcanzaron la lista de los diez destacados en Gran Bretaña. Su primera película, The Delinquents (1989), fue un éxito de taquilla en Australia y el Reino Unido y recibió reseñas generalmente positivas.
Inicialmente presentada como una «girl next door», Minogue trató de transmitir un estilo más maduro en su música y su imagen pública. Sus sencillos fueron bien recibidos, pero después de cuatro álbumes sus ventas fueron disminuyendo, y dejó a Stock, Aitken & Waterman en 1992 para establecerse como una intérprete más madura e independiente.
Su siguiente sencillo, «Confide in Me», alcanzó el número uno en Australia y fue un éxito en varios países europeos en el año 1994. Además, hizo un dueto con Nick Cave, llamado «Where the Wild Roses Grow», que logró que Minogue reuniera más credibilidad artística. Con la inspiración de una amplia gama de estilos musicales y artistas, Minogue tomó el control creativo sobre la composición de su siguiente álbum, Impossible Princess (1997), que no logró atraer buenas críticas y tuvo bajas ventas en Gran Bretaña; pero fue un éxito en Australia.
Minogue volvió a la fama en 2000 con el sencillo «Spinning Around» y su álbum pop y dance Light Years, y actuó durante la clausura de los Juegos Olímpicos de Sídney y dos semanas después en la ceremonia de apertura de los Juegos Paralímpicos. En sus vídeos musicales, Minogue mostró una personalidad más sexualmente provocativa y coqueta. Luego lanzó su sencillo «Can't Get You Out Of My Head», el cual alcanzó el número uno en más de cuarenta países, y su álbum Fever (2001), que fue un éxito en todo el mundo, incluso en Estados Unidos, un mercado en el que Minogue había recibido poco reconocimiento. Minogue se embarcó en una gira de conciertos, pero la canceló cuando le diagnosticaron cáncer de mama en 2005.
Después de la cirugía y el tratamiento de quimioterapia, reanudó su carrera en 2006 con Showgirl: Homecoming Tour. Su décimo álbum, X, fue lanzado en 2008 y fue seguido de la gira internacional KylieX2008. En 2009, se embarcó en For You, For Me Tour, su primera gira de conciertos en los EE. UU. y Canadá. En 2010 lanzó al mercado su undécimo álbum de estudio titulado Aphrodite, inspirado en la diosa griega Afrodita, del cual se desprendió en exitoso sencillo «All The Lovers», con un vídeo musical muy polémico, el cual elevó las ventas del álbum.
A pesar de que fue desestimada por algunos críticos, especialmente durante los primeros años de su carrera, Minogue ha conseguido un récord de ventas en todo el mundo, convirtiéndose en una de las artistas más vendidas de todos los tiempos y en uno de los grandes iconos pop más influyentes de la historia. Ha recibido premios notables en la industria de la música, entre ellos múltiples ARIA, varios BRITs y dos premios Grammy, también numerosos premios internacionales como un Mo Award, nombrándola artista australiana del año, por sus elevadas ventas de discos. En 2008, la reina Isabel II de Inglaterra le concedió un OBE por sus servicios a la música, además recibió un MIT (Music Industry Trust), siendo la primera y única mujer en recibirlo y una medalla de la Orden de las Artes y las Letras en el mismo año.
Kylie Minogue es la única artista musical en alcanzar puestos #1 en los listados británicos, durante las décadas de 1980, 1990, 2000 y 2010. En 2011, «I Should Be So Lucky» fue añadido al National Film and Sound Archive del registro de Sounds of Australia. El 27 de noviembre de 2011, en el vigésimo quinto aniversario de los premios ARIA, Kylie Minogue fue honorificada por la Australian Recording Industry Association en el ARIA Hall of Fame.

## Vida y carrera

### 1968-86: Primeros años e inicio de su carrera
Kylie Minogue nació el 28 de mayo de 1968, en Melbourne, Australia. Es la hija mayor de Ronald Charles Minogue, contable de ascendencia irlandesa, y Carol Ann (Jones de soltera), una antigua bailarina de Maesteg, Gales. La hermana de Kylie, Dannii Minogue, es también cantante pop y anteriormente jurado de Australia's Got Talent, mientras su hermano, Brendan, es camarógrafo en programas de noticias en Australia. Los hermanos Minogue se criaron en Surrey Hills, un barrio de las afueras de Victoria, donde Kylie asistió a la Escuela Preparatoria Camberwell de Melbourne, Australia. Minogue cuenta con doble ciudadanía entre Australia y Reino Unido.
Las hermanas Minogue empezaron su carrera como actrices de niñas en la televisión australiana. Desde los once años, Kylie apareció en pequeños papeles en telenovelas como The Sullivans y Skyways, y en 1985 fue elegida para uno de los papeles principales en The Henderson Kids. Interesada en hacer carrera en la música, hizo una demo para los productores del programa semanal Young Talent Times, donde Dannii era cantante fija. Kylie hizo su primera aparición pública en televisión en ese programa en 1985, pero no fue invitada a unirse al elenco. El éxito de Dannii eclipsó a Kylie como actriz, hasta que participó en un casting para la telenovela Neighbours en 1986 interpretando a Charlene Mitchell, una colegiala convertida en mecánica de garaje. Neighbours logró gran popularidad en el Reino Unido, y el guion incluía un romance entre su personaje y el interpretado por Jason Donovan que acababa en boda en 1987, obteniendo una audiencia de 20 millones de espectadores británicos.
Su popularidad en Australia se evidenció al conseguir ser la primera persona en ganar cuatro premios Logie en la misma convocatoria, y también la más joven en recibir el Gold Logie como «actriz de televisión más popular» del país, por votación pública.

### 1987-92: Carrera musical enStock, Aitken & Waterman

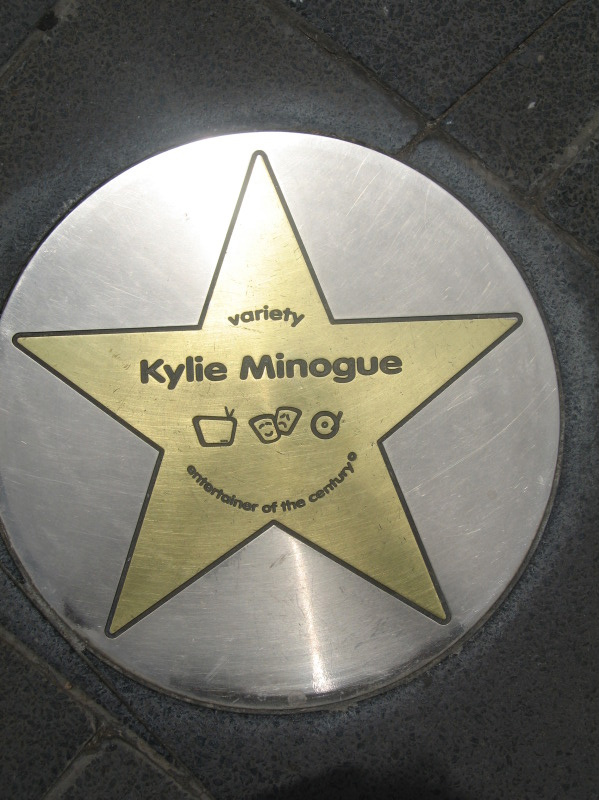
Estrella de Minogue grabada en Melbourne, Australia, nombrándola Artista del siglo en televisión, cine y música.

Durante un concierto de caridad del Fitzroy Football Club junto con otros miembros del elenco de Neighbours, Minogue interpretó «I Got You Babe» a dúo con el actor John Waters, y «The Loco-Motion» como bis. Esto trajo consigo que acabara firmando un contrato con Mushroom Records en 1987. Su primer sencillo, «The Loco-Motion», estuvo siete semanas en el número uno las listas en Australia. Vendió 200 000 copias, convirtiéndose así en el sencillo más vendido de los ochenta, y Minogue recibió por ello el premio ARIA. Este éxito hizo que Minogue viajara a Inglaterra junto al ejecutivo de Mushroom Records Gray Ashley para trabajar con Stock, Aitken & Waterman. La canción alcanzó el número uno en Reino Unido, Australia, Alemania, Finlandia, Suiza, Israel y Hong Kong. y Minogue ganó por segunda vez consecutiva el premio ARIA por vender el sencillo con más éxito, y también recibió el «Premio de Logro Especial». Su álbum de debut, Kylie, una colección de canciones dance-pop, estuvo más de un año en las listas de Gran Bretaña, incluso varias semanas como número uno. El álbum obtuvo un oro en Estados Unidos, y el sencillo, «The Loco-Motion», alcanzó el número tres en los Billboard Hot 100, y un número uno en las listas canadiense. «It's No Secret», que fue lanzado sólo en Estados Unidos, alcanzó el número 37 a inicios de 1989, y «Turn It Into Love» se lanzó como sencillo en Japón y alcanzó allí el número uno.
En julio de 1988, «Got to Be Certain» se convirtió en el tercer sencillo número uno consecutivo en las listas de Australia y, después de aquel año, dejó Neighbours para dedicarse de lleno a su carrera musical. Jason Donovan comentó: «Cuando los espectadores la veían en la serie ya no veían a la mecánica Charlene, sino a una estrella del pop». Un dúo con Donovan, titulado «Especially for You», vendió casi un millón de copias en Reino Unido a inicios de 1989, pero el crítico Kevin Killian escribió que la canción era «majestuosamente espantosa... lo que hace que la canción "Endless Love" de Diana Ross y Lionel Richie suene como un Mahler». A menudo ha sido tildada de «la Cantante Periquita» por su detractores en los años siguientes; sin embargo, una crítica de Chris True sobre el álbum Kylie Allmusic sugería que el atractivo de Minogue trascendía los límites de la música, aunque también dijo que «su ternura hacía que los cortes fueran bastantes insulsas y difíciles de soportar».
Su siguiente álbum, Enjoy Yourself (1989) fue un éxito en Reino Unido, Europa, Nueva Zelanda, Asia y Australia, y consiguió el éxito de varios sencillos, por ejemplo la canción número uno en Gran Bretaña «Hand on Your Heart», pero "pinchó" en Norteamérica, y Minogue fue suprimida de la discográfica estadounidense Geffen Records. Hizo su primera gira, Enjoy Yourself Tour, por Reino Unido, Europa, Asia y Australia, donde el Herald Sun de Melbourne escribió que era ya «el momento de abandonar la presuntuosidad ― porque la niña era ya una estrella». En diciembre de 1989, Minogue fue una de las vocalista incluidas en la adaptación de «Do They Know It's Christmas», y estrenó su primera película Los delincuentes en Londres. Fue recibida fríamente por los críticos, y el Daily Mirror analizó la interpretación de Minogue señalando que tenía demasiado carisma como para actuar "como harina de avena fría", pero tuvo gran éxito de audiencia; en Reino Unido recaudó más de 200 000 libras, y en Australia fue la cuarta película con más recaudación de 1989 y también 1990.
Rhythm Of Love (1990) exhibía un estilo más adulto y sofisticado de música dance, y también los primeros esbozos de la rebelión de la Minogue contra su equipo de producción y la imagen de «girl next door». Decidida a conquistar una audiencia más madura, Minogue tomó el control de sus videos musicales, comenzando por «Better the Devil You Know», y se mostró a sí misma como una mujer adulta y sexualmente consciente. Su relación con Michael Hutchence fue vista, en parte, como un alejamiento de su primera personalidad; Hutchence fue acusado de «corromper a Kylie», y de que la canción «Suicide Blonde» de INXS se había inspirado en ella. Los sencillos de Rhythm of Love se vendieron bien en Europa y Australia y fueron muy populares en los club nocturnos de Gran Bretaña. Peter Waterman señaló más tarde que «Better the Devil You Know» fue un hito en su carrera y que esto la convirtió en «el más caliente y conocido baile de la escena, y nadie la podía alcanzar, fue el mejor récord dance del momento». «Shocked» se convirtió en su décimo tercer sencillo destacado en la lista de los diez mejores canciones en Gran Bretaña.
En mayo de 1990, Minogue interpretó su arreglo para banda de «Help!» de The Beatles ante veinticinco mil personas en John Lennon: The Tribute Concert a las orillas del río Mersey en Liverpool. Yoko Ono y Sean Lennon agradecieron a Minogue su apoyo en la Fundación de John Lennon, mientras los medios de comunicación hablaron positivamente de su interpretación. The Sun escribió: «La estrella de telenovela sorprendió a los de Liverpool— Kylie Minogue merece sus aplausos». Originalmente, el contrato con Stock, Aitken & Waterman era sólo para tres álbumes, pero Minogue les convenció de lanzar un cuarto álbum, Let's Get To It (1991), que alcanzó el número 15 en las listas británicas y el primero de sus álbumes en no entrar en el Top 10. Su decimocuarto sencillo «Word Is Out» fue también el primero que no figuró en la lista Top 10 de sencillos, aunque los siguientes «If You Were with Me Now» y «Give Me Just a Little More Time» llegaron al cuatro y dos respectivamente. Minogue consiguió los objetivos de su contrato y eligió no renovarlo. Opinaba que había estado presionada por Stock, Aitken and Waterman, y dijo: «Fui un títere al comienzo, manejada por mi discográfica, no era capaz de distinguir la derecha de la izquierda». Señaló en varias entrevistas que, desde su punto de vista, Stock, Aitken & Waterman la agobiaban demasiado, y comparó su trabajo con su época de Neighbours, subrayando que lo que sus productores querían era que se «aprendiera sus letras, que las cantara sin preguntas, y que además promocionara el producto». Entre sus fanes aumentó la oposición contra la fórmula de los productores, y Minogue dejó a Stock, Aitken & Waterman en 1992, y tomó la decisión de separarse también del sello PWL.
Se lanzó un álbum de Greatest Hits en el 1992, alcanzando el número uno en el Reino Unido y el número tres en Australia, y los sencillos «What Kind of Fool (Heard All That Before)» y su cover de «Celebration» de Kool & The Gang ambos alcanzaron el Top 20 en Gran Bretaña.

### 1993-98: Firma conDeconstruction Records,Kylie MinogueeImpossible Princess
El contrato de Minogue con Deconstruction Records fue ampliamente apoyado en la industria musical como el comienzo de una nueva fase en su carrera, pero su álbum epónimo Kylie Minogue (1994) recibió reseñas mixtas. Vendió bien en Europa y Australia, donde el sencillo «Confide in Me» estuvo por cuatro semanas en el número uno. Este álbum se vio como el primero cuyas canciones grabadas en las sesiones, que no aparecieron en el disco, se introdujeron en Internet. Sorprendió por su sonido tecnológico y su temática, que parecía aludir a los teléfonos eróticos; algunos quisieron detectar influencias de Erotica de Madonna. Apareció como una striptease en el video para su próximo sencillo, «Put Yourself in My Place», inspirado por Jane Fonda en la película Barbarella. Este sencillo y el próximo, «Where Is the Feeling», cada uno alcanzó los Top 20 en Gran Bretaña, y el álbum alcanzó el número cuatro, finalmente vendiendo 250,000 copias. Durante este período, ella hizo una aparición especial como ella misma, en un episodio de la comedia The Vicar of Dibley. El director Steven E. de Souza estuvo intrigado por la portada de Minogue en Who como uno de «The 30 Most Beautiful People in the World», y le ofreció su papel en la película Street Fighter junto a Jean-Claude Van Damme. La película fue un moderado éxito, recaudando 70 millones de dólares en Estados Unidos, pero recibió pobres reseñas con Richard Harrington de The Washington Post llamando a Minogue «la peor actriz en el mundo de habla inglesa». Ella actuó junto a Pauly Shore y Stephen Baldwin en Bio-Dome (1996), pero fue un fracaso, descartado por Movie Magazine International como el «más grande desperdicio de celuloide». Minogue retornó a Australia donde apareció en un cortometraje Hayride to Hell (1995), y más tarde hizo un cameo de ella misma en Diana & Me (1997).

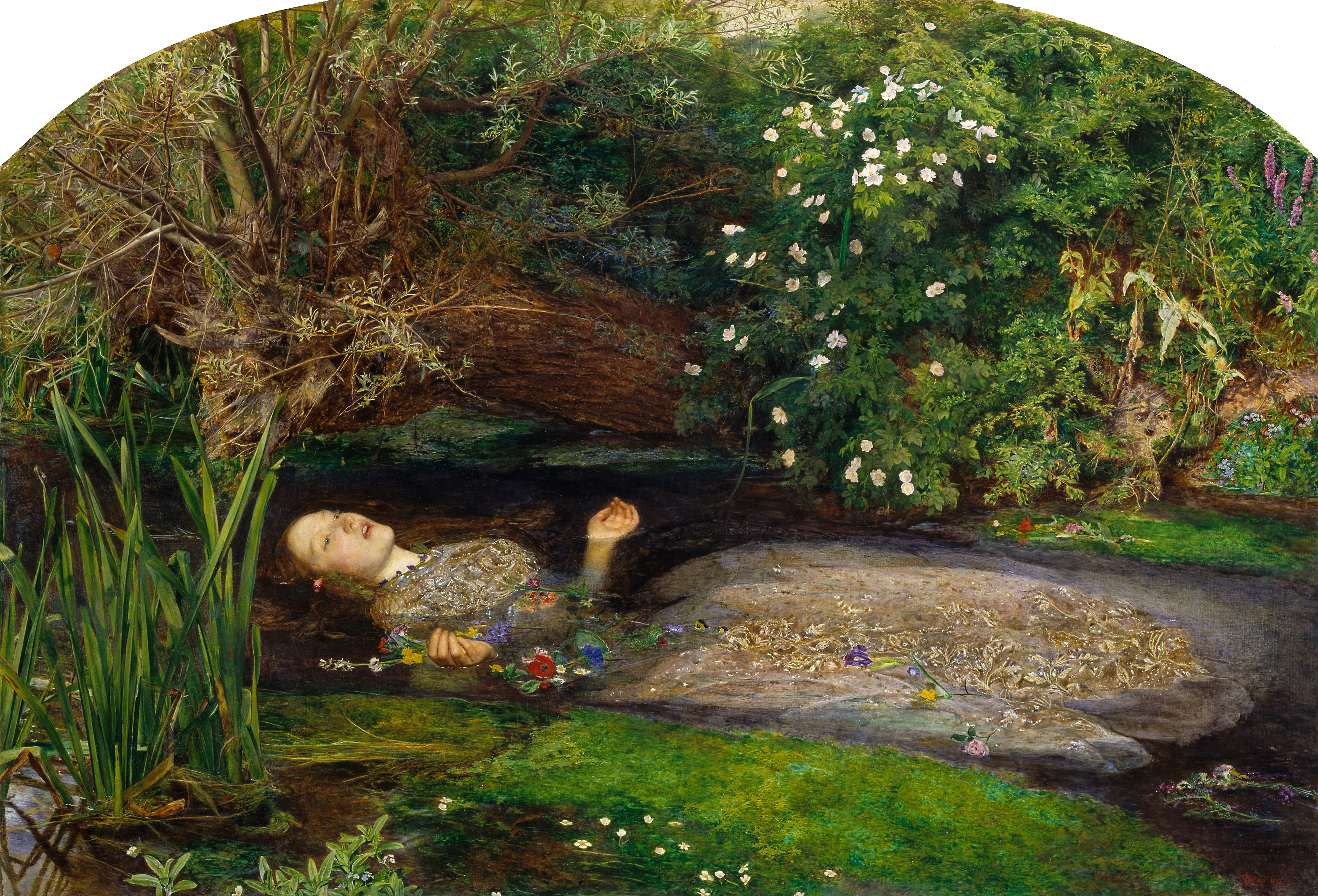
El video musical para «Where the Wild Roses Grow» (1995) estuvo inspirado en la pintura Ofelia (1851/52) de John Everett Millais.

El cantante australiano Nick Cave se mostró muy interesado por trabajar con Minogue desde el lanzamiento de "Better the Devil You Know", diciendo que contiene «una de las letras más angustiantes y violentas en la música pop», y «cuando Kylie Minogue canta estas palabras, hay una inocencia a ella que hace que el horror de esta letra escalofriante sea aún más convincente». Ella colaboró en «Where the Wild Roses Grow» (1995), una tortuosa balada que sus letras narra el asesinato desde los puntos de vistas del asesino (Cave) y su víctima (Minogue). El video estuvo inspirado por la pintura Ofelia de John Everett Millais, y mostró a Minogue como la víctima asesinada, flotando en un estanque mientras una serpiente nada sobre su cuerpo. El sencillo recibió una extensa atención en Europa, donde alcanzó el top 10 en varios países, y aclamación en Australia donde alcanzó el número dos en los gráficos de sencillo, y ganó un premio ARIA por «canción del año» y «mejor lanzamiento pop». En las siguientes apariciones de concierto con Cave, Minogue recitó la letra de «I Should Be So Lucky» como una poesía en el «Poetry Jam» en el Royal Abert Hall, Londres por sugerencia de Cave, y más tarde lo describió como el «momento más catártico». Ella acreditó a Cave con darle la confianza para expresarse artísticamente, diciendo: «Él me enseñó a no desviarse demasiado de lo que soy, sino ir más allá, probar cosas diferentes, y nunca perder de vista a mí fuero interno, la parte más difícil fue desatar mi verdadero yo y ser totalmente sincera en mi música». Por 1997, Minogue estuvo en una relación con el fotógrafo Stéphane Sednaoui, quien la animó a desarrollar su creatividad. Inspirado por la cultura japonesa, ellos crearon una combinación visual de una «superheroína geisha y manga» para las fotografías del álbum Impossible Princess y el video para «German Bold Italic», la colaboración de Minogue con Towa Tei. Minogue dibujó su inspiración desde la música de artistas como Shirley Manson, Garbage, Björk, Tricky y U2, y músicos japoneses como Pizzicato Five y Towa Tei.
Imposible Princess incluye colaboraciones con músicos como James Dean Bradfield y Sean Moore de Manic Street Preachers. Totalmente un álbum dance, su estilo no fue representado por su primer sencillo «Some Kind of Bliss», y Minogue encontró consejos que ella estuvo intentando convertirla en una artista indie. Ella habló con Music Week: «Tuve que mantener diciendo a la gente que esto no es un álbum de guitarra indie. No se trata de coger una guitarra y roquear». Reconociendo que ella había tratado de escapar de sus percepciones que se había desarrollado durante su carrera temprana, Minogue comentó que ella estaba dispuesta a «olvidar las críticas dolorosas» y «aceptar el pasado, abrazándolo, utilizándolo». Su video para «Did It Again» hizo un homenaje a sus primeras encarnaciones, como notó en su libro autobiográfico La la la: «Dance Kylie, Cute Kylie, Sex Kylie e Indie Kylie todo estuvieron luchando por la supremacía cuando ellas se enfrentaron violentamente uno con otra». Billboard describió al álbum como «asombroso» y concluyó que «es una oportunidad comercial dorada para una discográfica con la visión y la energía [para lanzarlo en Estados Unidos]. Un buen oído detectaría una relación entre Impossible Princess y el mayor éxito de Madonna, Ray of Light». En Reino Unido, Music Week entregó una evaluación negativa, comentando que «la voz de Kylie toma una limite temperamental... pero no lo suficiente fuerte para hacerlo demasiado». El mismo año, debido a la muerte de Diana de Gales, Minogue decidió retrasar el lanzamiento mundial del álbum, renombrando el álbum "Kylie Minogue '98". Se convirtió en el álbum menos vendido de su carrera. Al final del año, una campaña de Virgin Radio declaró: «Hicimos algo para mejorar el catálogo de Kylie: la censuramos». Una encuesta conducida por Smash Hits votó por ella como la «peor persona vestida, peor cantante, y la segunda cosa más horrible —después de las arañas».
En Australia, Imposible Princess estuvo 35 semanas en los gráficos de álbumes de estudio en el número cuatro, para convertirse en álbum más exitoso desde Kylie en 1988, y su gira Intimate and Live fue ampliado debido a la demanda. El Premier Victoriano, Jeff Kennettm, dio una cívica recepción para Minogue en Melbourne, y ella mantuvo un alto perfil en Australia con interpretaciones en vivo, incluyendo el festival LGBT Mardi Gras, la ceremonia de apertura en Crow Casino de Melbourne, y los estudios 20th Century Fox en Sídney en 1999, donde ella interpretó a «Diamonds Are a Girl's Best Friend» de Marilyn Monroe, y un concierto navideño en Dili, en asociación con la Fuerzas de Paz de las Naciones Unidas. Durante este tiempo, ella filmó un pequeño papel para la película hecha en Australia Cut.

### 1999-05: Trabajo enParlophone,Light Years,FeveryBody Language
La firma Deconstruction Records fue comprada por el sello BMG en 1993 mientras Minogue negociaba renovar su contrato, y en 1998 cesó en su actividad, por lo que Minogue se vio obligada a firmar por otro sello.
En un hiato, ella interpreta un dueto con los Pet Shop Boys en su álbum Nightlife y pasa muchos meses en Barbados interpretando La tempestad de Shakespeare. Retornando a Australia, ella aparece en la película Sample People y graba una versión de «The Real Thing» de Russell Morris para la banda sonora.
En abril de 1999, firma con Parlophone. Según Miles Leonard, su nuevo A&R en Parlophone, fue la discográfica y no Minogue la responsable que su carrera tuviera un bajón, creyendo que su talento no había sido encubierto por Deconstruction. Más tarde, Leonard habló con HitQuarters: «Yo creía que ella era todavía muy fuerte vocalmente, y aun así definitivamente una estrella... y yo sabía que con un buen proyecto, los compositores adecuados, los productores adecuados, un buen equipo, todavía tendría una base de fans por ahí». Parlophone deseó restablecer a Minogue como una artista pop que ellos sentían como esencialmente era, pero que lo ha perdido. Leonard dijo: «Pero no quise hacer una lanzada pop; lo quería para tener un límite y algo de profundidad».
Su álbum Light Years (2000) fue una colección de canciones dance, influenciado por la música disco. Minogue dijo que su intención fue presentar música dance-pop en una «forma más exagerada» y hacerla «divertida». Generó fuertes reseñas y fue un éxito por toda Asia, Australia, Nueva Zelanda y Europa, vendiendo más de un millón de copias en Reino Unido. El sencillo «Spinning Around» se volvió el primer número uno en Gran Bretaña en diez años, y su video incluyó en reveladores pantaloncillos dorados, que se convirtieron como una «marca». En un artículo 2009 de The Times, El sencillo fue descrito como un gran estandarte para la nueva era en el synthpop que estuvo continuando. Su segundo sencillo, «On a Night Like This» alcanzó el número uno en Australia, y el número dos en Reino Unido. «Kids», un dueto con Robbie Williams, estuvo también incluido en el álbum Sing When You're Winning de Williams, y alcanzó el número dos en Reino Unido.
Minogue se presentó a la ceremonia de clausura de los Juegos Olímpicos de Sídney 2000, donde realizó una presentación musical cantando su éxito "On a Night Like This" y una versión de la canción de ABBA, "Dancing Queen", en un evento visto por aproximadamente 2100 millones de personas en 220 países. A finales del 2000, Minogue lanza su compilación Hits+, incluyendo lo mejor de sus álbumes con Deconstruction Records y nueve canciones previamente sin lanzar. Luego se embarcó en el On A Night Like This Tour, el tour por Australia y Reino Unido donde vendió más de 200 000 entradas, imponiendo el récord de una artista mujer. Minogue estuvo inspirada por la gira mundial 1993 The Girlie Show de Madonna que incorpora arte burlesque y teatro. William Baker también citó el estilo de los espectáculos de Broadway como La calle 42, películas como Levando anclas, South Pacific, los musicales de los treinta de Fred Astaire y Ginger Rogers y las interpretaciones en vivo de Bette Midler. Minogue fue aclamada por su nuevo material y sus reinterpretaciones de algunos de sus grandes éxitos, convirtiendo «I Should Be So Lucky» en una canción romántica, y «Better the Devil You Know» en un número Big Band de los cuarenta. Ella ganó un premio Mo para entretenimiento en vivo australiano como «Intérprete del año». Después de la gira se le preguntó por un periodista de Seattle Post-Intelligencer de lo que ella pensaba era su mayor fortaleza, y respondió: «Soy un todo terreno. Si tuviera que elegir un solo elemento de lo que hago, no sé si lo haría sobresalir en cualquiera de ellos. Pero lo pongo todos juntos, y sé lo que estoy haciendo».
Ella apareció como «The Green Fairy» en Moulin Rouge!, poco antes del lanzamiento de Fever, un álbum que contiene elementos disco combinado con electropop ochentero y synthpop., Fever alcanzó el número uno en Australia, el Reino Unido, y a través de Europa, finalmente logrando vendas mundiales de más de ocho millones. El primer sencillo del álbum, "Can't Get You Out of My Head", se convierte en n.º 1 en las listas de más de veinte países, y su disco sencillo vendió cinco millones de copias estimadas. En 2002, al calor de su repunte comercial, firma para Estados Unidos con el sello Capitol Records, y se embarca en la gira KylieFeverTour 2002. Esta gira tenía que traer a la estrella el 20 de junio de 2002 al Palau Olímpic de Badalona (Barcelona) en el que sería su primer concierto en España, pero la actuación se suspendió en el último momento por coincidir la fecha con una huelga general.
Kylie Minogue hace la presentación en vivo de "Can't Get Blue Monday Out of My Head" en los Brit Awards de ese año, y gana 2 premios, por Álbum Internacional, como Fever, y Artista Internacional. En el año 2003, Minogue gana un Premios Grammy por Mejor Grabación de Dance con el tema "Come Into My World", después lanza "Love at First Sight" y en noviembre, la revista Music Week publicó: «Kylie se prepara para lanzar el álbum que muchas de las divas del pop quisieran haber hecho».
El estilista y el director creativo de Minogue, William Baker explicó que los videos musicales para Fever estuvieron inspirados por películas de ciencia ficción ―especialmente aquellas de Stanley Kubrick― y resaltó los elementos electropop de la música usando bailarines en el estilo de Kraftwerk. Alan MacDonald, el diseñador de la gira 2002 KylieFever, llevó esos elementos al escenario encarnando las antiguas personificaciones de Minogue. El show abrió con Minogue como una seductora mujer espacial, que ella misma lo describió como «la Reina de Metrópolis con sus zumbidos», a través de escenas inspirada por La naranja mecánica de Kubrick, seguido por varias personificaciones de la carrera de Minogue. Minogue dijo que finalmente fue capaz de expresarse de la manera que quería, y que siempre ha sido una «showgirl en el corazón». Durante el 2002, trabajó en la película animada The Magic Roundabout, estrenada en Europa en 2005, y en 2006 en los Estados Unidos; dio la voz a una de los protagonistas, Florence.
Minogue empezó una relación con el actor francés, Olivier Martínez, después de conocerlo en la ceremonia 2002 de los premios Grammy. Su próximo álbum, Body Language (2003), fue lanzado junto a un concierto de sólo invitación, titulado Money Can't Buy, en el Hammersmith Apollo en Londres. El evento marcó la presentación de un nuevo estilo visual, diseñado por Minogue y Baker, inspirado en parte por Brigitte Bardot, que Minogue comentó: «Tendí a pensar en BB [Bardot] como, bueno, ella es una sexpot, ¿no? Ella es una de los grandes pin-ups. Pero ella era bastante radical en su manera en ese momento. Y hemos elegido para hacer referencia a la época, que era... una mezcla perfecta de coqueta y rock and roll». El álbum quitó la importancia del estilo del disco y Minogue dijo que estuvo inspirada por artistas de 1980 como Scritti Politti, The Human League, Adam and the Ants y Prince, combinando sus estilos con elementos de hip hop. Recibió críticas positivas con Billboard escribiendo que Minogue tiene la «habilidad de escoger grandes canciones y productores». Allmusic lo describió como «un casi álbum pop perfecto... Body Language is lo que pasa cuando una diva dance-pop toma el control y enfoca en lo que es importante en lugar de tratar de sorprenderse a sí misma en relevancia continua». Las ventas de Body Language fueron muy bajas que lo anticipado luego del éxito de Fever, aunque su primer sencillo, «Slow» fue una número uno en Reino Unido y Australia. Después de alcanzar uno en los gráficos club de Estados Unidos, «Slow» recibió una nominación para los Grammy en la categoría de mejor álbum dance.
Body Language logró su primera semana de ventas de 43 000 copias en los Estados Unidos, y declinó significantemente en la segunda semana. The Wall Street Journal describió a Minogue como «una superestrella internacional que parece incapaz de conquistar el mercado estadounidense». Minogue comentó que habló con su discográfica estadounidense que no estaba dispuesta a invertir el tiempo necesario para establecerse en los Estados Unidos y que prefiere mejorar el éxito que había logrado ya en otras partes del mundo, un actitud endosada por el analista Geoff Mayfield de Billboard como una «decisión de negocio... Si fuera su contador, no podía echarle la culpa por hacer esa llamada». Minogue más tarde comentó que no estaba preocupada de su suceso limitado en los Estados Unidos, y estuvo más frustrada por las suposiciones que consideró a su carrera incompleto sin esto.
Minogue jugó un papel de invitada especial en la temporada final de la serie cómica Kath & Kim, en donde referencia su primer rol como Charlene en Neighbours, durante una secuencia de boda. El episodio logró la audiencia más alta del año de la Australian Broadcasting Corporation.
Para celebrar sus diecisiete años de carrera musical, lanzó su segundo álbum de grandes éxitos en noviembre de 2004, titulado Ultimate Kylie, añadido con sus videos musicales en un compilatorio de DVD del mismo. El álbum sobrepasó la cantidad de los compilados de Greatest Hits y Hits+, coleccionando canciones de su carrera de dos décadas. Ultimate Kylie introdujo sus sencillos «I Believe in You», coescrita con Jake Shears y Babydaddy de los Scissor Sisters, y «Giving You Up». «I Believe in You» alcanzó el top trece del gráfico Dance/Club Play Songs, y Minogue fue nominada para los premios Grammy por cuarto año consecutivo cuando la canción fue nominada en la categoría de «mejor grabación dance».
A inicios de 2005, Kylie: The Exhibition abrió en Melbourne. La exposición gratuita incluyó vestuario y fotografías de la carrera de Minogue, y fue en gira a capitales australianos recibiendo más de 300 000 visitantes. Fue exhibido en el Museo de Victoria y Alberto en Londres en febrero de 2007. Minogue comenzó su gira Showgirl: The Greatest Hits, interpretando en Europa, y luego viajó a Melbourne, donde fue diagnosticada con cáncer de mama.

### 2006-09: Regreso, Showgirl: The Homecoming Tour,Xy dos grandes giras

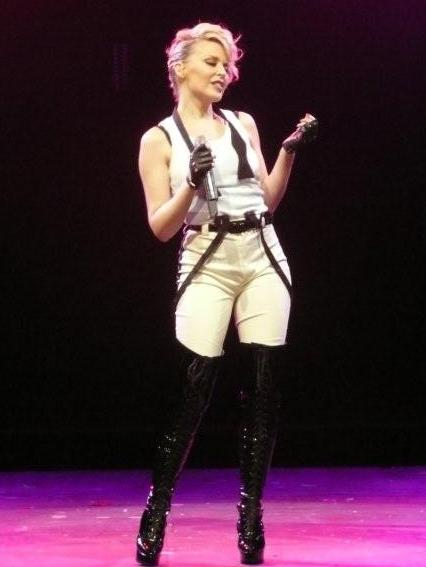
Actuación de la cantante en una de sus giras más grandes, KylieX2008, en Berlín. (julio de 2008)

En noviembre de 2006, Minogue resumió su gira Showgirl: The Homecoming con una interpretación en Sídney. Ella habló con los periodistas antes del concierto que iba a ser muy emotivo, y ella lloró antes dedicar la canción «Especially for You» a su padre, un superviviente de cáncer de próstata. Sus rutinas de baile fueron retrabajadas para acomodarse a su condición médica, y cambios más lentos de vestuarios y largos descansos fueron introducidos entre las secciones del espectáculo para conservar su fuerza. Los medios de comunicación reportó que Minogue interpretó enérgicamente, con Sydney Morning Herald describiendo el show como una «extravagancia» y «nada menos que un triunfo». La noche siguiente Minogue se unió con Bono, quién estuvo en Australia como parte de su gira Vertigo de U2 para hacer un dueto de «Kids», pero Minogue fue forzada a cancelar sus próximas apariciones planeadas en el espectáculo de U2 debido al agotamiento. Los shows de Minogue por toda Australia continuaron recibiendo reseñas positivas, y después de pasar una Navidad con su familia, ella resumió la manga europea de su gira con seis show con entradas completamente agotadas en Wembley Arena, antes de llevar su gira a Mánchester por seis shows adicionales.
En febrero de 2007, Minogue y Olivier Martínez anunciaron que pusieron fin a su relación, pero se mantuvo en términos amistosos. Minogue fue reportada por haber sido «defraudada por falsas acusaciones [mediáticas] de la deslealtad de Martinez». Ella defendió a Martínez, y reconoció su apoyo entregado durante su tratamiento de cáncer de mama, comentando: «Él siempre estuvo ahí, ayudando con cosas prácticas y siendo protector. Fue increíble. No dudó en cancelar el trabajo y poniendo en práctica proyectos en espera para poder estar conmigo. Él es el hombre más honorable que he conocido».
En noviembre de 2007, Minogue lanza X, su décimo álbum y, por muy discutido, como su regreso. El álbum de estilo electro incluye contribuciones de Guy Chambers, Cathy Dennis, Bloodshy & Avant y Calvin Harris. Para el estilo visual completo de X, incluyendo el vídeo musical para su primer sencillo «2 Hearts», Minogue y William Baker desarrollaron una combinación del estilo del teatro Kabuki y las estéticas originado de los club de bailes de Londres incluyendo Boombox. El álbum recibió algunas críticas por la trivialidad de su experiencia con el cáncer de mama; ella respondió explicando la naturaleza personal de algunas canciones del álbum y dijo: «Mi conclusión es que si hice un álbum de canciones personales que sería visto como Impossible Princess 2 y ser objeto de crítica por igual». El crítico de Rolling Stone describió a Minogue como «la accionista más importante de la fiesta de una diva pop»., y dijo que su cáncer de mama, «afortunadamente, la experiencia no hizo de su música perceptiblemente profunda». Más tarde, Minogue dijo: «En retrospectiva, sin duda podría haber mejorado [el álbum], diría sin añadir otra cosa. Teniendo en cuenta el tiempo que tuvimos, es lo que es. Yo tenía un montón de cosas divertidas en marcha».
X y «2 Hearts» entraron en el álbum en los gráficos de álbumes y sencillos de Australia respectivamente. En Reino Unido, X inicialmente atrajo ventas favorables, aunque su rendimiento comercial finalmente mejoró, y Minogue ganó un premio Brit en la categoría «solista femenina internacional». X fue lanzado en los Estados Unidos en abril de 2008, y debutó fuera del top 100 en los gráficos de álbumes a pesar de alguna promoción. Minogue llamó el mercado de Estados Unidos «notoriamente dificultoso... Tiene muchas denominaciones en la radio. Para saber dónde encajo yo en ese mercado es a veces difícil». X fue nominada para los premios Grammy 2009 para mejor álbum de electrónica/dance, su quinta nominación en los premios Grammy.
En diciembre de 2007, Minogue participó en el concierto del Premio Nobel de la Paz en Oslo, Noruega, y más tarde interpretó en la final del programa de talento con el ganador eventual, Leon Jackson, quien su mentor fue Dannii Minogue. Desde mayo de 2008, Minogue promocionó X con una gira europea, KylieX2008, siendo su gira más cara hasta la fecha con una producción de 10 millones de libras esterlinas. A pesar de que ella describió los ensayos como «lugúbre» y su repertorio yendo por varias revisiones, la gira fue generalmente aclamada y vendió bien.
Minogue estuvo incluida en White Diamond, un documental filmado durante 2006 y 2007 cuando resumía su gira Showgirl: The Homecoming. Apareció en The Kylie Show, que contenía interpretaciones de canciones con piezas de escenas muy estilizadas, así como, sketches cómicos con Mathew Horne, Dannii Minogue, Jason Donovan y Simon Cowell. Coprotagonizó el episodio especial de Doctor Who, «El viaje de los condenados», como Astrid Peth, una camarera en una nave espacial Titanic. El episodio se transmitió el 25 de diciembre de 2007 con 13,31 millones de espectadores, la audiencia más alta de la serie desde 1979 y la más alta de la serie moderna.
A finales de diciembre de 2007, Minogue fue nombrada para un OBE en la lista de Nuevo Honores del Año de la reina Isabel II, por su servicio a la música. Minogue comentó: «Estoy casi tan sorprendida como honrada. Me siento profundamente conmovida por ser reconocida por Reino Unido, mi segunda casa, de esta manera». Ella recibió el OBE oficialmente del Príncipe de Gales en julio de 2008. En mayo de 2008, fue premiada con premiada a la Orden Francesa de Artes y Letras, el honor cultural más alto en Francia. La Ministra de Cultura Christine Albanel describió a Minogue como una «Midas de la escena musical internacional que todo lo que toca se transforma en oro», y saludó a discutir públicamente su cáncer de mama. En julio, Minogue fue nombrada «Celebridad más amada» en Reino unido por un tabloide, quien comentó que ella «se ganó el corazón de la nación como ella valientemente luchó contra el cáncer de mama», y ganó el premio de «mejor solista femenina internacional» en los premios BRIT 2008.

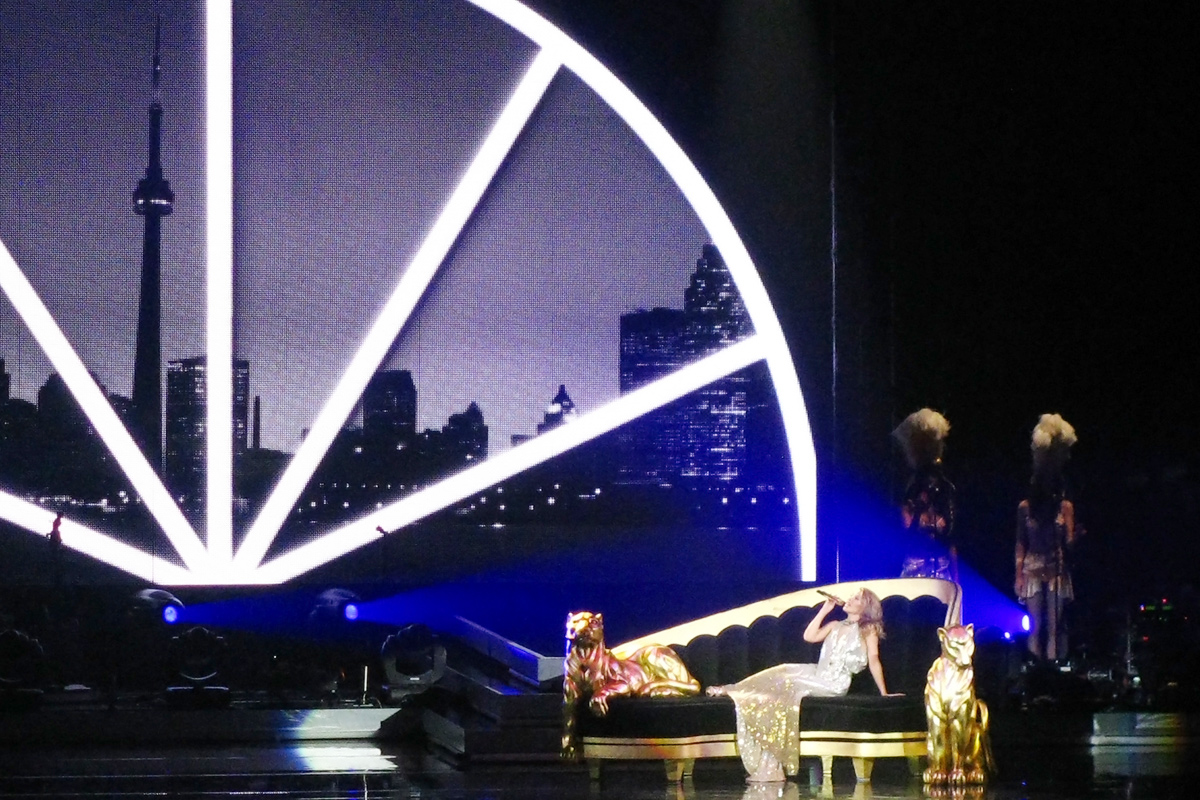
Interpretando en Toronto en 2009 con una vista del paisaje del lugar en el fondo.

En septiembre de 2008, Minogue hizo su aparición debut como acto principal en la apertura de Atlantis, un hotel exclusivo en Dubái. Desde noviembre, ella continuó su giral KylieX2008 llevándolo por toda América del Sur, Asia y Australia. La gira visitó 21 países y fue considerada un éxito, con ventas de entradas que estiman 70,000,000 de dólares. El 18 de febrero de 2009, Ella presentó los premios BRIT 2009 con James Corden y Mathew Horne.
En septiembre y octubre de 2009, Minogue se embarcó en gira For You, for Me, su primera gira de conciertos en América del Norte, que incluía espectáculos en Estados Unidos y Canadá. También participó en una película bollywoodense, Blue, interpretando una canción de A.R. Rahman, y ha confirmado estar trabajando en su undécimo álbum, comentando que podría ser un álbum pop y dance. El 13 de septiembre de 2009, Minogue cantó «Super Trouper» y «When All Is Said and Done» con Benny Andersson en un concierto tributo a ABBA "Thank You for the Music... a Celebration of the Music of ABBA", Hyde Park de Londres, su única interpretación en vivo en Reino Unido en 2009. El 14 de diciembre de 2009, Minogue lanzó un álbum digital titulada Kylie Live in New York. El álbum fue grabado en el Hammerstein Ballroom de Nueva York y contiene 25 canciones en vivo.

### 2010-12:Aphrodite, Aniversario K25 y The Abbey Road Sessions

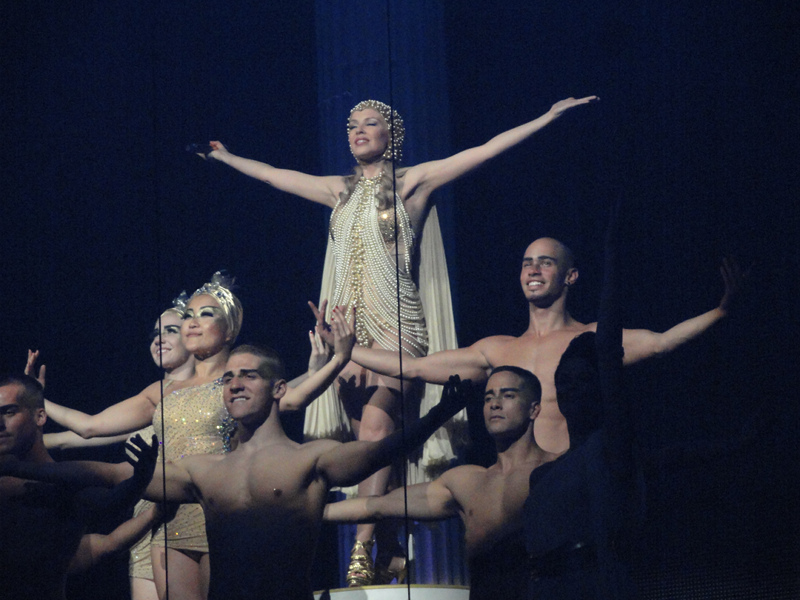
Minogue interpretando en su Aphrodite World Tour en San Francisco. (22 de mayo de 2011)

El undécimo álbum de estudio de Minogue, Aphrodite, fue lanzado en Japón el 30 de junio de 2010, y en el mundo en julio de 2010. El álbum combina, tal como lo anunció, el pop y dance. Los productores y compositores que trabajaron junto a ella son Biffco, Nerina Pallot y Andy Chatterley, Xenomania, Calvin Harris, Jake Shears y Babydaddy de Scissor Sisters, Joe Echo, Greg Kurstin, RedOne, Stuart Price, Deadmau5, Evan Bogart, Diane Warren, Taio Cruz y Fernando Garibay. La única canción oída hasta ahora es Better Than Today, escrito por Nerina Pallot y Andy Chatterley, que Minogue interpretó en la gira For You, For Me Tour 2009. Minogue la referencia como "una canción que se incluirá en mi próximo álbum". Desde agosto de 2009, existe una afirmación no muy concreta de que el grupo hip hop N-Dubz está trabajando con Minogue, debido a que quedó soprendida con su álbum de estudio Uncle B.
El 24 de febrero de 2010 reveló que está trabajando con Cutfather, Lucas Secon, Damon Sharpe, Starsmith y la banda electrónica Nervo. Stuart Price se encargó principalmente de la producción ejecutiva del álbum. El título Aphrodite es el nombre oficial del álbum, anunciado el 20 de abril de 2010 por la misma Kylie Minogue. Junto a este, se menciona su lanzamiento oficial el 5 de julio de 2010 y del sencillo, en 28 de junio de 2010. La carátula también fue mostrada en el anuncio.
El primer sencillo «All the Lovers» se estrenó en las principales radios en mayo de 2010 y fue puesto en venta en junio de 2010. Durante, el estreno del primer sencillo, se inició una gran cantidad de promociones de Aphrodite. El video musical de «All the Lovers» se estrenó el 1 de junio de 2010, mostrando a Minogue como una Afrodita moderna. Aprhodite fue lanzada a nivel mundial en Japón el 30 de junio, prosiguiendo con un conjunto de presentaciones todo el mes de julio, incluyendo la del Orgullo Gay en Madrid el 3 de julio de 2010 ante casi 2 millones de personas.
Kylie anunció el viernes 13 de agosto, a través de su página oficial, que el nombre del segundo sencillo a desprenderse de Aphrodite se titula «Get Outta My Way». En el mes de agosto, Kylie anunció que su álbum de estudio Aphrodite, debutó en el número 19 del Billboard 200, su mejor entrada a los charts desde Fever¨. El 3 de septiembre, develó el video de su segundo sencillo de Aphrodite, "Get Outta My Way", un video que incorpora un juego de sillas y luces que magnifican su estilizada figura. El sencillo, posteriormente, se lanzó el 27 de septiembre en sus formatos correspondientes.
El 6 de septiembre de 2010, Minogue colaboró con su voz para la canción "Devotion" del dúo inglés de música synthpop Hurts para su primer álbum de estudio Happiness. Ese mismo día, la página web de la cantante anunció la fecha oficiales de las presentaciones para su siguiente gira mundial Aphrodite World Tour
de Kylie Minogue, en apoyo de su undécimo álbum Aphrodite.
El 5 de diciembre de 2010 se estrena su tercer sencillo Better Than Today, que en EE.UU es elogiado por el sonido Country y su vídeo. Posteriormente el 31 de mayo de 2011 larga su cuarto y último sencillo de Aphrodite Put Your Hands Up (If You Feel Love) pero no tuvo vídeo musical.
Minogue está actualmente trabajando en su nuevo álbum compilatorio re-trabajando versiones de sus éxitos que celebraría su vigésimo quinto aniversario del lanzamiento de su sencillo debut «Locomotion».
Para celebrar sus 25 años en la industria musical, Minogue empezó una celebración de un año en 2012. Conocido como K25, la cantante planea lanzar un colección de grandes éxitos, incluidas como versiones acústicas y orquestales de ellos. En su canal de YouTube, Minogue lanzó una de sus grabaciones en enero y febrero en los históricos Estudios Abbey Road. Además, la cantante interpretó en varios festivales incluyendo el Mardi Gras de Sídney. El 5 de marzo de 2012, Minogue anunció las primeras fechas de su The K25 Anti Tour. El show íntimo incluirá lados B, demos y rarezas de su catálogo musical. El 20 de abril de 2012, la película Jack and Diane de Minogue se estrenó en el Festival de cine de Tribeca 2012. En mayo de 2012, Minogue estrenará en otra película, Holy Motors, en el Festival de Cannes 2012.
El 4 de mayo de 2012, Billboard anunció que Minogue lanzará un nuevo álbum de grandes éxitos titulado The Best of Kylie Minogue.
20 días después del anuncio, Kylie lanzó el videoclip de Timebomb el sencillo logró posicionarse en la máxima posición de la Billboard club music, hot dance, club songs, logrando con eso romper su propio récord de más sencillos seguidos en número uno en esa lista. Además lograría suprimer número en las listas radiales mexicanas en muchos años, con el número uno en los 40principales.
The Abbey Road Sessions es un álbum recopilatorio orquestal que Kylie lanzará por la celebración de sus 25 años en la industria musical. Será lanzado en Japón el 24 de octubre de 2012 y en Reino Unido el 29 de octubre de 2012 por Parlophone Records. El álbum contiene dieciséis temas, todos “radicalmente retrabajados”, según se reveló, que abarcan 25 años de Kylie en la industria de la música, así como una nueva canción titulada "Flower (canción de Kylie Minogue)", que fue lanzada como sencillo para promocionar el álbum. El álbum fue grabado en los Abbey Road Studios de Londres con la banda de Kylie y una orquesta completa a lo largo de noviembre de 2011. Como parte de la promoción para el álbum, Minogue encabezó BBC Proms in the Park en septiembre de 2012.

### 2013-17: contrato con Roc Nation,The VoiceyKiss Me Once
A principios de 2013, se divulgaron noticias acerca del posible retiro temporal de Kylie Minogue de la música para centrarse en su carrera como actriz, sin embargo, esto fue luego desmentido por la misma Kylie Minogue quien desde su cuenta de Twitter envió que no solo no dejaba la música, sino también obtenía un nuevo sello discográfico junto a Roc Nation, la discografía del rapero Jay-Z en la cual están unidas otras celebridades como Rihanna, Shakira y Rita Ora. En el transcurso del año, Kylie Minogue ha subido a su cuenta de Instagram, fotos donde se le ve en el estudio de grabación y con Fernando Garibay, afirmando así, las posibles noticias de un nuevo material discográfico, que según ella ha dicho sería "más personal".
Kylie Minogue decidió cambiar su estilo para su duodécimo álbum de estudio. "Siento una nueva y enorme energía trabajando con el sello Roc Nation. Es excitante, y me aporta cosas diferentes, lo que es genial para mí. Necesito saber lo que supone hacer cosas distintas, con otros estilos, ritmos y temas", explicó la artista a la revista Rolling Stone. "Mantendré la esencia de las canciones de Kylie, porque esa es mi identidad. Pero me gustaría experimentar con otro tipo de sonidos. No puedo explicar exactamente de qué se trata, y tampoco podría describirlo bien aún. Pero te puedo decir que me estoy divirtiendo muchísimo en el proceso", añadió Minogue. Para este duodécimo álbum, Kylie está trabajando con productpres como Fernando Garibay, Pharrell Williams, Darkchild, Sia, Nervo y Jay-Z.
Con motivo del cumpleaños número 45 de la cantante, el DJ y productor Chris Lake, mediante su cuenta de Twitter dio a conocer una versión alterna de un nuevo posible tema del recorte final. La canción se llama «Skirt» y en cuestión de horas alcanzó las 100 000 reproducciones en SoundCloud. El primer sencillo del álbum está programado para ser lanzado en agosto de 2013 con una colaboración de la rapera Brooke Candy.
El 10 de septiembre de 2013, se publicó el primer sencillo del nuevo álbum recopilatorio de Laura Pausini, 20 – The Greatest Hits, titulado «Limpido/Limpio», junto a Kylie Minogue, A tan solo unas horas del lanzamiento de «Limpido» en forma digital, en los sitios digitales, iTunes y Amazon lograron rápidamente llegar a la posición n°1 en Italia. La versión en solitario de Pausini también fue publicada y alcanzó la posición n°3 en el portal de iTunes, la versión publicada en el portal de Amazon se posicionó en la posición n°2.[cita requerida] En cuanto en España, se posicionó en el número uno entre las canciones más vendidas en dicho país, en los sitos de ventas digitales tales como, Amazon e iTunes. El sencillo debutó n°1 en la lista de los sencillos más vendidos en Italia, en la lista oficial semanal de la Federación de la Industria Musical Italiana.
Posteriormente «Limpido», logra ser disco de oro en Italia, por más de 15 000 copias vendidas.
«Limpido» actualmente está "pre-nominado" a los World Music Awards en la categoría World's best song (mejor canción del mundo).
A finales de diciembre de 2013, anuncio el nombre de su nuevo sencillo, el cual es Into the Blue.
Durante todo el mes de agosto, y principio de septiembre, surgieron fuertes rumores donde aseguraban que Kylie Minogue participaría en el famoso reality show «The Voice» de Inglaterra. No fue sino hasta que la BBC News publicó el 11 de septiembre de 2013 un artículo, en donde se confirmó su participación en el programa, remplazando a la cantante australiana Delta Goodrem. "Estoy muy emocionada.", dijo la cantante australiana. "Amo el concepto del show, y he sido una espectadora ávida de ambas series ¿Seré competitiva? Probablemente más de lo que nunca he imaginado." El programa le pagará a la cantante la cantidad de 1 millón de libras por ser coach del programa.

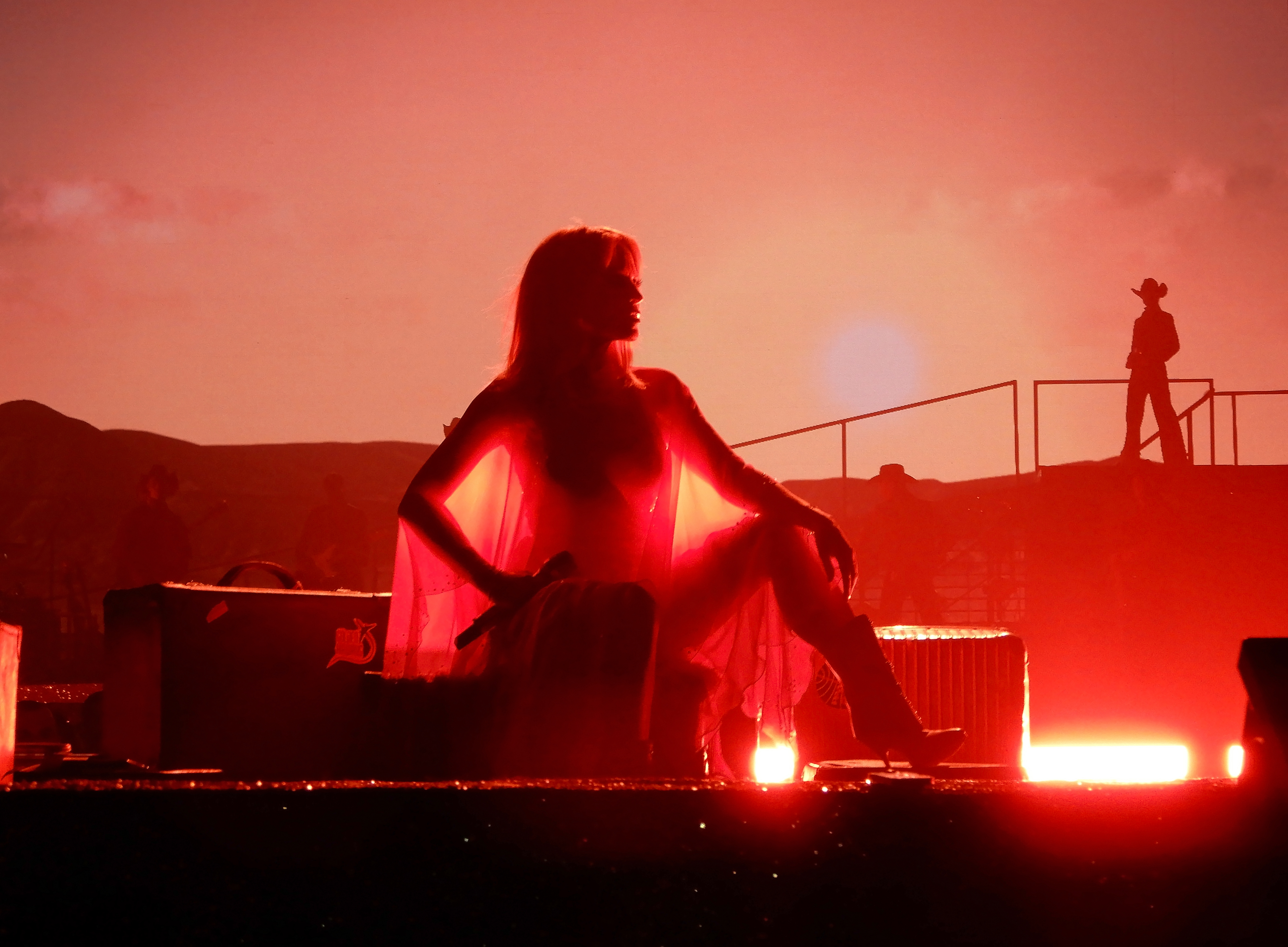
El Golden Tour comenzó el 6 de abril de 2018 en Newcastle, Reino Unido.

### 2018-22: contrato con BMG:Golden, cumpleaños cincuenta yDisco
Tras las bajas ventas de Kiss Me Once, Minogue termina el contrato con su sello discográfico Parlophone y se asocia con BMG. En el año 2018 lanza su disco Golden en el cual mezclaba ritmos pop, dance, country y folk, el álbum logra el #1 en Reino Unido y Australia, además de convertirse en el casete más vendido del año. "Dancing", el primer sencillo del álbum, es lanzado el 19 de enero de este año junto con el anuncio del Golden Tour la gira de promoción de este álbum, la cual la llevó a recorrer Europa y Australia. "Stop Me From Falling", el segundo sencillo, sería lanzado el 9 de marzo; teniendo dos versiones, una con Kylie cantando en solitario y otra en colaboración con el grupo de salsa y reguetón Gente de Zona. Además, contaría con dos videoclips. El primero, grabado durante la gira de promoción Kylie Presents: Golden, que serviría para dar un adelanto de lo que se vería en la gira de arenas a mitad de año; y el segundo, con mucha más producción filmado en La Habana, Cuba. Además, aprovecharía el viaje para grabar un video para el tercer sencillo "Golden" que fue lanzado el día de su cumpleaños número cincuenta, el 28 de mayo. El cuarto sencillo, que contaría con una promoción casi nula, sería "A Lifetime To Repair", lanzado el 16 de agosto, sin contar con un video oficial, tan solo un lyric video. El último sencillo del álbum fue "Music's Too Sad Without You", una balada en colaboración con el cantante Italiano Jack Savoretti lanzada el 13 de octubre. A comienzos de noviembre anunció una gira para el 2019, la cual la llevara por arenas abiertas por Europa.
Minogue comenzó la producción de Disco en otoño de 2019. Cuando comenzó a trabajar en el álbum, al igual que con su anterior álbum de estudio, no tenía un concepto solidificado. Sin embargo, durante su Golden Tour (2018-19), la lista de canciones incluyó una sección influenciada por Studio 54, en la que se sintió inspirada. Después de sus primeras sesiones de estudio, sintió que su dirección creativa era "regresar directamente a la pista de baile" y crear un álbum con influencia disco.
El 21 de julio de 2020 Minogue anuncio a través de su cuenta de Instagram que su álbum de estudio número 15 será lanzado el 6 de noviembre y su sencillo principal Say Something fue entrenado el 23 de julio a través de BBC Radio 2.
El trabajo continuó en Disco durante la pandemia de COVID-19 en 2020, con Minogue usando un estudio en casa para grabar durante el cierre. Alistair Norbury, presidente del sello discográfico BMG de Minogue, anunció al título de la industria Music Week que Minogue también estaba aprendiendo a grabar y diseñar su propia voz utilizando el software de música Logic Pro para seguir trabajando a buen ritmo durante el confinamiento. Aproximadamente el 90% del álbum fue creado a través de su estudio en casa, con Minogue perfeccionando los detalles álbum durante las restricciones causadas por la pandemia.
Al igual que con su anterior álbum de estudio, así como con su álbum de 1997, Impossible Princess, Minogue también ha coescrito todo el material ella misma. Si bien ha escrito canciones en cada uno de sus álbumes desde 1990, es la primera vez que ha diseñado su propio trabajo. Gracias a la buena acogida que recibió su trabajo, el 12 de noviembre de 2021, un año después del lanzamiento de Disco, Minogue lanzó una reedición llamada Discoː Guest List Edition, donde incluye remezclas del álbum original y tres nuevos sencillos.
Minogue realizó una versión del tema «Marry the Night» de Lady Gaga, que fue publicada el 11 de junio de 2021 y posteriormente incluida en la reedición del álbum Born This Way (2011) titulada Born This Way The Tenth Anniversary.

### 2023-act.:TensionyTension II

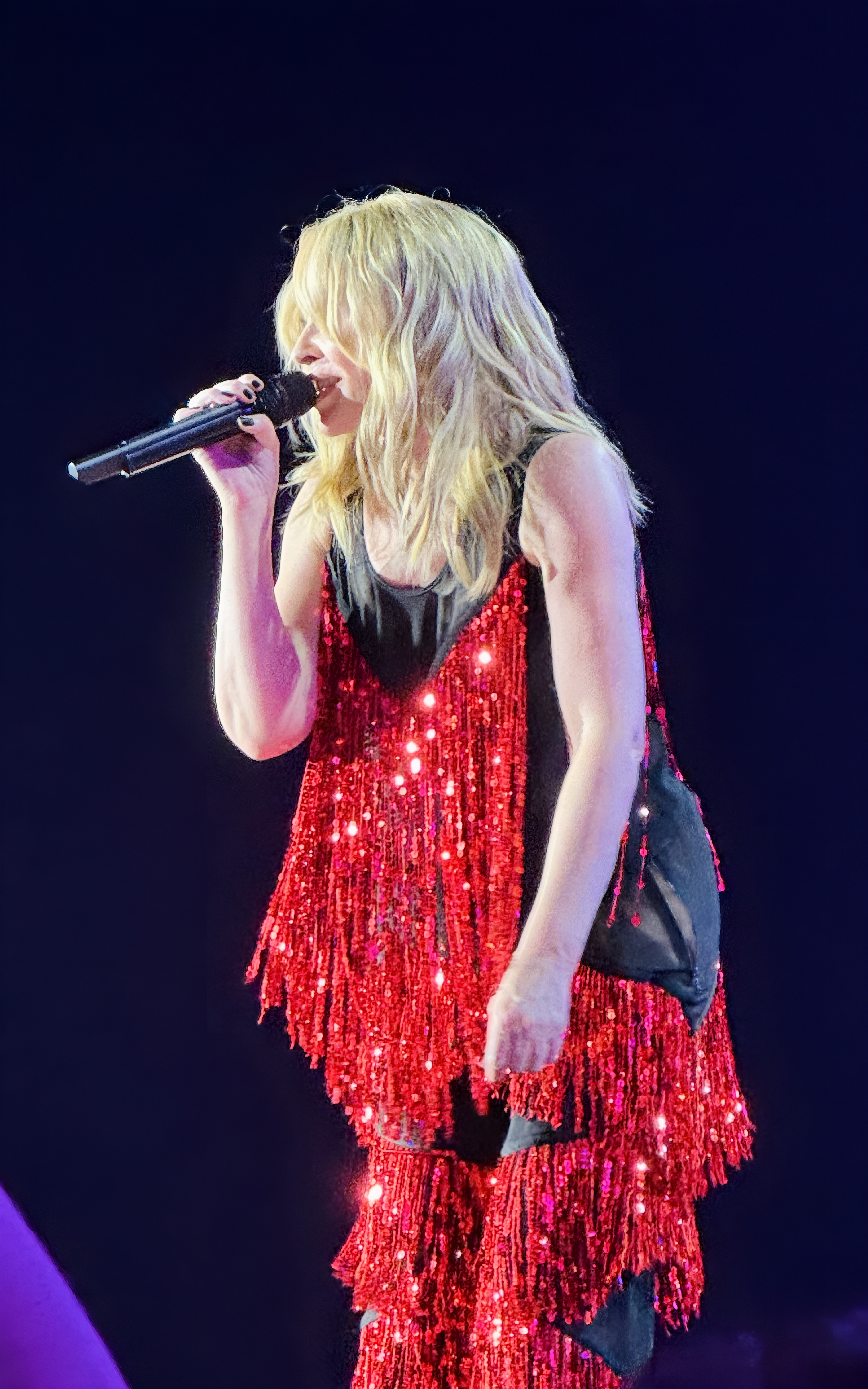
Minogue actuando en el Festival de Sziget en Budapest en 2024

El 5 de abril de 2023, lanzó "10 Out of 10", un sencillo en colaboración con el DJ y productor holandés Oliver Heldens. El 12 de mayo de 2023, anunció el decimosexto álbum de estudio, Tension, cuyo lanzamiento está programado para el 22 de septiembre de 2023. Minogue describió el álbum como "una mezcla de reflexión personal, abandono del club y subidón melancólico". El sencillo principal del álbum, «Padam Padam», publicado en mayo de 2023, entró entre los diez primeros en las listas del Reino Unido consagrando a Minogue como la única artista femenina en lograr posicionamientos seguidos de sus canciones entre los diez primeros en el Reino Unido entre las décadas de 1980 a 2020. El 31 de agosto de 2023, publicó el segundo sencillo del álbum «Tension».
En julio de 2023, anunció una nueva residencia de conciertos titulada More Than Just a Residency, en el hotel The Venetian en Las Vegas (Nevada), para comenzar en noviembre de 2023 y que respaldaría a su nuevo álbum y a su carrera musical. En diciembre, un concierto especial de televisión, titulado: An Audience with Kylie, filmado en el Royal Albert Hall, se emitió en ITV.
En febrero de 2024, firmó con United Talent Agency como representante para actuaciones en directo en Canadá y Estados Unidos. En marzo, recibió el Global Icon Award en los Brit Awards e interpretó un popurrí de sus sencillos. En el mismo mes, recibió el premio Icon de Billboard Women in Music. En septiembre, anunció la publicación de su decimoséptimo álbum de estudio, Tension II para el 18 de octubre de 2024. Además, anunció una gira de conciertos, Tension Tour que comenzará el 15 de febrero de 2025 en Perth, Australia.

## Estilo y voz

### Rango vocal
Su voz se caracteriza por tener agilidad, dulzura y un timbre muy agudo. Debido a esto, en la mayoría de sus canciones resalta un ánimo sensual, fino y lleno de susurros. Minogue comienza en sus primeros álbumes de estudio con un rango vocal más grave que el actual. El primer rango vocal registrado fue en "I Should Be So Lucky", donde llega a abarcar desde D4 a C5 y el último rango vocal registrado en "Wow" y "The One" llega a abarcar desde F#3 a E5 El rango vocal de Minogue varió entre Impossible Princess y Light Years. En Fever, la voz de Minogue se volvió muy aguda, debido a que en la mayoría de las canciones del álbum había un tono sensual, suave y susurrante.

### Desarrollo musical

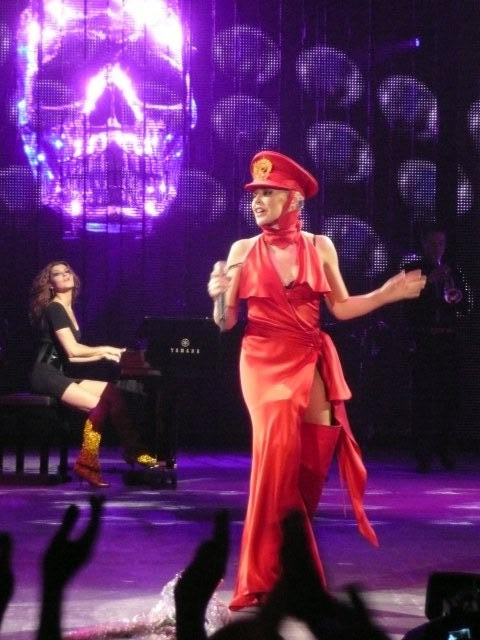
Minogue cantando “2 Hearts” en su gira musical KylieX2008.

Los dos primeros álbumes, Kylie (1988) y Enjoy Yourself (1989), fueron totalmente influenciados por el estilo del grupo británico Stock, Aitken & Waterman. En sus dos siguientes, Rhythm of Love (1990) y Let's Get To It (1991), trata de aportar en las composiciones, como sucede en "Count the Days" de Rhythm of Love, que compuso junto a Stephen Bray. Estos álbumes se caracterizan por su estilo pop, freestyle y new jack swing. Lentamente, su estilo varía y se convierte en melodías pop cargados de sinfonías, donde se nota en las canciones "Dangerous Game", "Surrender" y "Confide in Me" de su quinto álbum de estudio Kylie Minogue (1994), trabajo realizado cuando se cambia a la discográfica Desconstruction Records. Cuando se publica su sexto Impossible Princess (1997), el estilo de Minogue cambia a sonidos enteramente sinfónicos e instrumentales, e integrándose a nuevos géneros musicales: el indie y el trip hop.
En 1999, Minogue firma para Parlophone. Su álbum Light Years (2000) es publicado con un género musical muy dance, marcando su regreso a sus raíces en la músicas de las pistas de baile. El álbum está muy influenciado por la músicas de los años 70, manteniendo un ritmo sinfónico vívido, estribillos pegadizos y más bailables, como ocurre en "Spinning Around", "On a Night Like This", "Under the Influence of Love". Junto a estos, son acompañados por canciones dance y electrónicos ("Butterfly", "Disco Down" y "Light Years"). En este álbum, Minogue canta con Robbie Williams en "Kids", una canción pop sensual. Con su octavo álbum Fever (2001), su estilo musical se convirtió en canciones electropop, synthpop, house y disco ("More More More", "Love at First Sight", "Can't Get You Out of My Head"). El álbum está influenciado por la música de los años 80. Body Language (2003) refleja un estilo más R&B, con un carácter más sensual, manteniendo el electropop y el synthpop ("Slow", "Still Standing", "Sweet Music", "Obsession").
X (2007), más bien, usa un carácter más heterogéneo, influenciada por la música retro y con un ritmo enteramente electropop y synthpop ("Speakerphone", "Like A Drug", "In My Arms"), y con una canción urban pop ("All I See"). La canción "Like A Drug" usa el sample de "Fade to Grey" de Visage, mientras que "Sensitized" es una adaptación de "Bonnie and Clyde" de Serge Gainsbourg.

### Presentación visual
Además de su rendimiento musical, Minogue es notable por su llamativo y matizado despliegue visual y sus presentaciones en vivo. Cerca al inicio de su carrera, sus interpretaciones en vivos fueron referidos por la crítica como «la segunda versión de Madonna», estableciéndose más tarde en Intimate and Live (1998) como la artista del concierto, finalmente con éxito. Minogue regresó con sus giras y esta fueron más complejas y extravagantes, iniciando con KylieFever2002. Entre los diseñadores de su vestuario para las giras se encuentran Dolce & Gabbana, Karl Lagerfeld, John Galliano y Jean-Paul Gaultier.

## Marca comercial

### Moda y diseño
Además de numerosas actuaciones de promoción en la moda internacional, tales como etiquetas de H & M o Agent Provocateur, Kylie Minogue desde su infancia estuvo inmersa en la moda y el diseño, desde [001 con varias líneas de productos en el mercado. Inicialmente, se trata de la marca Love Kylie, desde el 2001 con su venta de lencería. La gama incluye ropa de cama, mantas, cortinas, cojines, de organza, tafetán o seda, y fueron elaborados estéticamente, pertenecido a Kylie At Home, sin embargo, sólo está disponible en los grandes almacenes británicos.

### Perfumería
En el campo de la perfumería, Kylie Minogue, como hicieron las cantantes Jennifer López o Céline Dion, tiene una gama de perfume exitosos. Con la colaboración del fabricante australiano de cosméticos Coty, desde el 2006 se pusieron en el mercado una línea de perfumes:
- 2006: Darling
- 2007: Sweet Darling
- 2008: Showtime
- 2008: Sexy Darling
- 2009: Couture
- 2009: Inverse[208]
- 2010: Pink Sparkle
- 2011: Dizzy Darling
- 2012: Music Box
- 2021: Darling (Relaunch)
- 2022: Disco Darling

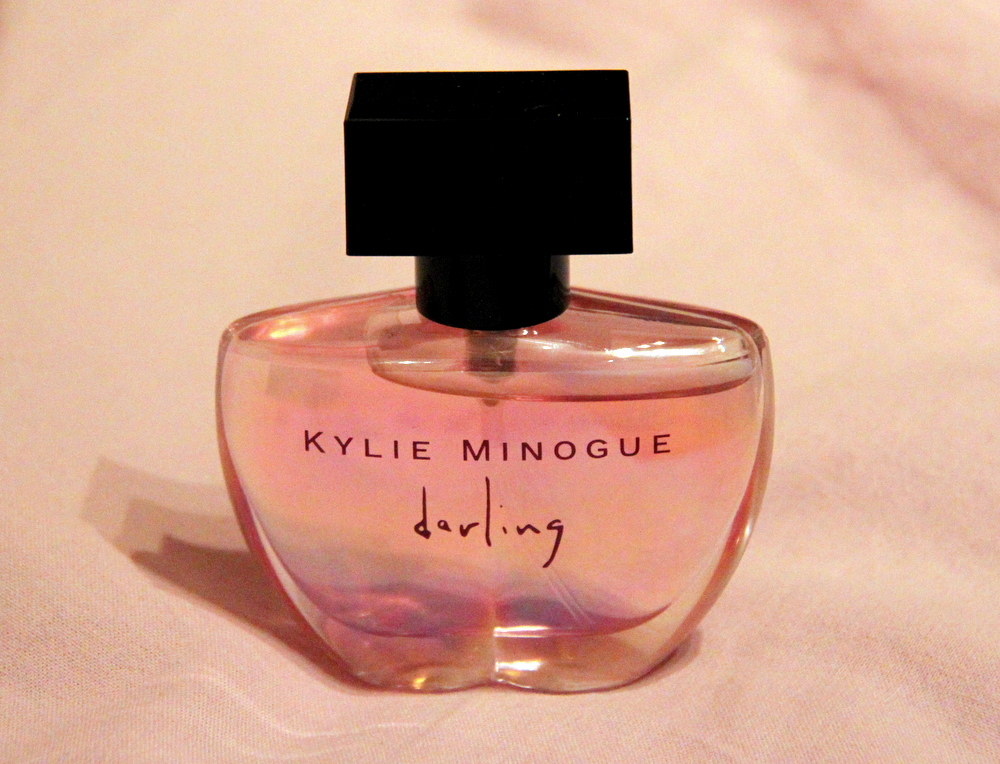
Envase ornamentado de Darling.

Desde 2008 sale en los anuncios de Tous, una empresa española de joyería que está vigente desde 1920, con tiendas a nivel mundial, entre ellas en Argentina, Chile, Colombia, Costa Rica, Ecuador, Guatemala, México, Panamá, Perú, República Dominicana y Venezuela.

## Legado

### Imagen y celebridad

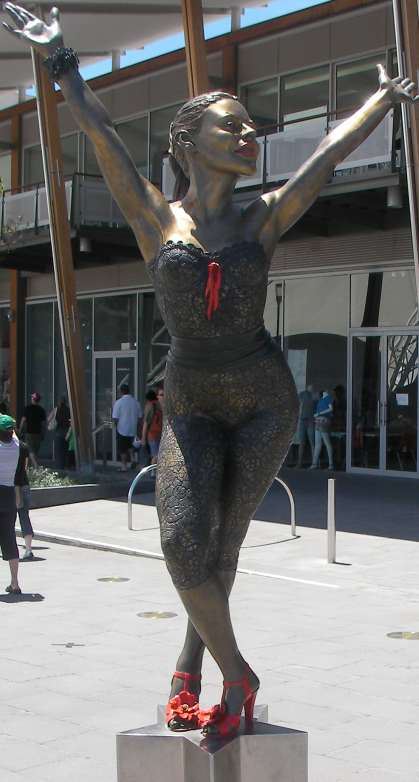
Estatua de bronce de Kylie Minogue en Waterfront City, Melbourne Docklands

El esfuerzo de Minogue para iniciar en su carrera de cantante fueron, inicialmente, obstaculizado con la percepción de que "no había pagado su deuda" y que sólo era una estrella del pop que había nacido a partir de su permanencia en Neighbours.
Minogue admitió este punto de vista, diciendo: "Si usted es parte de una compañía de discos, creo que hasta cierto punto, es justo decir, que usted es un producto manufacturado. Eres un producto, que a su vez, vendes un producto. Pero eso no significa que no eres talentoso y que no se toma decisiones creativas en lo que una empresa debe hacer, no hacer o a dónde ir". En 1993, Baz Luhrmann presentó a Minogue al fotógrafo Bert Stern, reconocido por su trabajo con Marilyn Monroe. Stern la fotografió en Los Ángeles y, comparándola con Monroe, comentó que Minogue tenía una mezcla similar de vulnerabilidad y erotismo. Durante su carrera, Minogue ha optado por fotógrafos que intentan crear un nuevo "look" para ella, y las fotografías resultantes han aparecido en una variedad de revistas, desde la portada de The Face hasta la más tradicional sofisticada Vogue y Vanity Fair, haciendo que el rostro y nombre de Minogue sea reconocido por un amplio grupo de personas. El estilista William Baker sugirió que esto es parte de la razón por la que ha entrado en la cultura pop de Europa con más éxito que muchos otros cantantes pop que se concentran exclusivamente en la venta de discos.
En 2000, cuando Minogue volvió a la prominencia, se consideró que había alcanzado un grado de credibilidad musical por haber mantenido su carrera más larga que sus críticos habían previsto. Ese mismo año, el diario Birmingham Post señaló que "existió una época, mucho antes de que nadie había oído hablar de Christina Aguilera, Nelly Furtado o Britney Spears la cantante australiana Kylie Minogue gobernó los gráficos como la princesa del pop. En 1988, su primer sencillo, I Should Be So Lucky, pasó cinco semanas en el número uno, convirtiéndola en la artista femenina con más éxito en los charts británicos con 13 entradas sucesivas en el Top 10." El vídeo musical de Spinning Around fue opinado por algunos medios de comunicación refiriéndose a ella como SexKylie, donde la sensualidad se convirtió en un elemento más fuerte en sus videos posteriores. William Baker describió su estado como un símbolo sexual, como un "cuchillo de doble filo", observando que "siempre hemos intentado utilizar su sex appeal como una mejora de su música y para vender un disco. Pero ahora se ha convertido un peligro eclipsar lo que realmente es: una cantante de pop." Después de 20 años como artista, Minogue fue descrito como una moda "creadora de tendencias" y un "icono de estilo que constantemente se reinventa a sí misma". Ella ha sido reconocida por exitosas giras de montaje, y por ventas de discos en todo el mundo de más de 100 millones de dólares.
Minogue es considerada como un icono gay, que ella anima con comentarios como: "Yo no soy un icono gay tradicional. No ha habido una tragedia en mi vida, sólo trajes trágicos..." y "Mi público gay ha estado conmigo desde el principio... de diferentes maneras". Minogue ha explicado que tuvo conocimiento sobre su público gay en 1988, cuando unos drag queens hacían una interpretación de su música en un pub de Sídney y que más tarde vio un espectáculo similar en Melbourne. Ella dijo que se sentía "muy emocionada" en tener un "público muy agradecido", y esto la había animado a tocar en locales gais de todo el mundo, así como encabezar la marcha del orgullo LGBT de Sídney en 1994.
Minogue ha sido inspirada por y en comparación con Madonna en toda su carrera, sus videos y presentaciones en vivo a las obras que Madonna ha producido antes de ella Su exproductor, Pete Waterman recordó que Minogue durante los primeros años de su éxito, con una observación: "Ella se estaba poniendo la mira en convertirse en el nuevo Prince o Madonna. Lo que me sorprendió fue que estaba superando a Madonna cuatro a uno, pero aún quería ser ella." Minogue recibió comentarios negativos sobre su Rhythm of Love tour en 1991 comparándola visualmente al Blond Ambition Tour de Madonna, del año previo, donde los críticos la etiquetaron una aspirante a Madonna. Kathy McCabe, para las notas de The Telegraph, refirió que Minogue y Madonna siguían estilos similares en música y moda, y concluye: "En caso de que verdaderamente sus estilos sean divergentes en el valor de impacto visual, los videos de Minogue dibujan gritos de asombros en algunos, pero Madonna enciende el debate religioso y político a diferencia de cualquier otro artista en el planeta. Simplemente, Madonna es la fuerza de la oscuridad, mientras que Kylie es la fuerza de la luz". Los comentarios de Rolling Stone, con la excepción de los EE. UU., Minogue se considera en todo el mundo como "un icono para rivalizar con Madonna", y dice, "como Madonna, Minogue no es un cantante virtuoso, pero es una gran fuente visual de tendencia". Minogue ha dicho de Madonna: "Su gran influencia en el mundo, en el pop y la moda, significaba que yo no era inmune a las tendencias que ella creó. Admiro a Madonna, mucho, pero al principio se hizo difícil para los artistas como yo, pero intentando logré avanzar..." y Kylie también ha indicado que en muchas ocasiones "Madonna es La Reina del Pop, yo soy La Princesa. Estoy bastante contenta con eso".
En enero de 2007, Marie Tussaud's en Londres reveló el cuarto trabajo de cera de Minogue; sólo la Reina Isabel II ha tenido más modelos creados. Durante la misma semana, un molde de bronce fue colocada en sus manos en la Plaza de la Fama de Wembley Arena. El 23 de noviembre de 2007, una estatua de bronce de Minogue fue presentado en Melbourne Docklands para su exposición permanente.
Durante el apogeo musical de "Can't Get You Out Of My Head", Minogue obtuvo muchísimo más reconocimiento de lo que ella se pudo imaginar, durante 2 años el mundo estuvo centrado absolutamente en Kylie Minogue. Las giras musicales de Minogue son un verdadero espectáculo, y han recorrido lugares como América, Europa, Asia, África y Oceanía.
En marzo de 2010, Minogue fue declarada por los investigadores como la «celebridad más poderosa en Gran Bretaña». El estudio examinó como los publicistas identifican celebridades y patrocinadores de marca, Mark Husak, jefe de prácticas de los medios de comunicación de Reino Unido, dijo: «Kylie es ampliamente aceptada como una británica adoptada. La gente la conoce, le gusta y ella está rodeada por una energía positiva». Ella fue nombrada como una de las «cien mujeres más atractivas de todos los tiempos» por Men's Health.

### Impacto e influencias
Minogue ha sido reconocida con muchos apodos honoríficos, más notablemente la "Princesa del Pop". Jon O'Brien de AllMusic revisó su caja The Albums 2000-2010 y afirmó que "contiene muchos momentos para justificar su posición como una de las principales princesas del pop de todos los tiempos".
El trabajo de Minogue ha influido en artistas pop y dance, incluidos Olly Alexander, Melanie C, Alice Chater, Ricki-Lee Coulter, Paris Hilton, Dua Lipa, The Veronicas, Diana Vickers, Pabllo Vittar, y Jessie Ware. El guitarrista de vanguardia Noël Akchoté lanzó el álbum So Lucky en 2007, con versiones de guitarra solista de canciones grabadas por Minogue.

### Logros
Minogue ha recibido muchos reconocimientos, incluidos dos Premios Grammy, cuatro Brit Awards, dieciocho ARIA Music Awards, dos MTV Video Music Awards,tres MTV Europe Music Awards y seis Mo Awards, incluido el de Intérprete australiano del año en 2001 y 2003. En octubre de 2007, fue honrada con el premio Music Industry Trust por el reconocimiento de sus 20 años de carrera y fue aclamada como "un ícono del pop y el estilo", convirtiéndose en la primera mujer músico en recibirlo. En abril de 2017, la Sociedad Británica-Australia reconoció a Minogue con su premio 2016 por su destacada contribución a la mejora de las relaciones y el entendimiento bilateral entre los países.

## Filmografía
En 1989, Minogue protagonizó en The Delinquents, la historia de una joven creciendo en la Australia de finales de los años 50. El estreno coincidió con su popularidad en Neighbours y, a pesar de comentarios burlones sobre la película y la actuación de Minogue por parte de la crítica, fue un éxito de taquilla. Apareció como Cammy en la película de acción Street Fighter: Ultimate Battle (1994) basada en la serie de videojuegos de lucha del mismo nombre (de hecho, el personaje de Cammy está basado en ella) y donde se le ligó sentimentalmente al actor belga Jean Claude Van Damme, cosa que ella negó.
El filme no ayudó a su carrera y su actuación recibió duras críticas. Siguientes películas como Bio-Dome (1996), Sample People y Cut (ambas de 2000) no lograron atraer a la audiencia.
El director australiano Baz Luhrmann, impresionado por su gira Intimate and Live, escogió a Kylie para la película Moulin Rouge (2001) donde interpretó a Absinthe, el Hada Verde, cantando una línea de The Sound of Music.
Tuvo un rol en la mega-producción cinematográfica de Terremoto San Andreas (2015), donde interpretó a Susan Riddick, la hermana de Daniel Riddick (Ioan Gruffudd) en la escena del restaurante en el edificio junto a Carla Gugino.

## Vida personal
Minogue siempre ha mantenido su vida personal lejos de la prensa, quienes la describen como una artista cándida y sin problemas.
En 2009, Minogue admitió que utilizó inyecciones de botox, en un esfuerzo para retrasar el proceso de envejecimiento. Comentó que hay menos estigma asociado con los procedimientos cosméticos que en el pasado, y que las mujeres podían elegir entre "tomar ventaja de ella".
En 2010, Minogue, a través de su cuenta Twitter, desaprobó la entrevista que apareció en la revista mexicana Max, diciendo que nunca se realizó. En la supuesta entrevista, ella contaba que le gustan las mujeres y era exhibicionista. Debido a que la noticia era controvertida, muchos medios lo transmitieron.

### Cáncer de mama
El 17 de mayo de 2005, Minogue anunció que padecía cáncer de mama en fase temprana, lo que la obligó a suspender su gira mundial mientras recibía un tratamiento médico en Melbourne, Australia. Aun así, llegó al récord de 27 noches de lleno total sólo en el Reino Unido y la mujer con más noches totalmente vendidas en las arenas Earls Court de Londres y N.E.C.C. de Birmingham.
Minogue entró en el quirófano el 21 de mayo en el Hospital Católico Cabrini en Malvern, Victoria. El primer ministro de Australia, John Howard, entregó un informe de su estado de salud. Varios fanes de la cantante se amontonaron en los alrededores de la residencia de los Minogue, y el Premier de Victoria, Steve Bracks, señaló que cualquier violación de los derechos de privacidad de la cantante y su familia no serían tolerados, además de criticar duramente a los paparazzi. Varios amigos de la cantante, entre ellos, Olivia Newton-John (que en particular también tuvo su propia batalla contra el cáncer de mama), hicieron un llamado a la comunidad para respetar la privacidad de Minogue.
Tras la operación, Minogue agradeció a sus fanes su preocupación, e hizo su primera aparición pública tras la cirugía el 8 de junio, en el Hospital Infantil Real de Melbourne, visitando a niños con cáncer. Hasta entonces, Minogue comenzó una quimioterapia y viajó a Francia, donde se alojó en el Instituto Gustave Roussy, en Villejuif, donde completó su tratamiento. En diciembre, Minogue lanzó su sencillo "Over The Rainbow", un lanzamiento digital, de su gira.
El 7 de abril del año 2008, Minogue fue invitada a The Ellen DeGeneres Show donde declaró que dos semanas antes de reconocer su cáncer de mama hacia el año 2005, ella fue mal diagnosticada. Esto es, se realizó una mamografía en la que los médicos no encontraron nada malo y le dijeron que ella estaba sana. Pero dos semanas después, se encontró un bulto en un pecho mientras se bañaba, por lo que buscó una segunda opinión en la cual le confirmaron que efectivamente se trataba de un tumor cancerígeno.

### Relaciones
En 1986, a los 18 años, Minogue habría iniciado una relación con el cantante Jason Donovan, luego que hicieran su casting para la serie Neighbours para interpretar a Charlene Mitchell-Robinson y Scott Robinson. Sin embargo, la relación había sido interpretada como una «inocente amistad». A lo largo de su carrera, Minogue habría estado con Rupert Penry-Jones, Mark Gerber, Zane O'Donnell, Stéphane Sednaoui, Lenny Kravitz, Michael Hutchence, James Gooding y Olivier Martínez.
Según Minogue, el vocalista de INXS, Michael Hutchence y el fotógrafo Stephane Sednaoui fueron las relaciones más significativas. En 1989, su peculiar relación con Hutchence fue descrita como la más sorprendente y tumultuosa, debido a que el vocalista era temperamental y estaba relacionado con el consumo de alcohol y drogas. En 1996, Sednaoui había colaborado con Minogue en el diseño de la portada tridimensional de Impossible Princess, luego que habían iniciado una larga relación de dos años. El actor francés Olivier Martínez estuvo con Minogue cuando ella fue diagnosticada con cáncer de mamá, y a causa de su larga relación de cuatro años, estaban proponiendo casarse.
En agosto de 2012, la estrella del cine de acción de Hollywood Jean-Claude Van Damme admitió haber tenido un breve romance con Kylie en Tailandia en 1994 durante la filmación de la cinta Street Fighter: La última batalla.
Desde otoño de 2008, Minogue inició una relación con el modelo español Andrés Velencoso Segura, quienes se conocieron cuando el mencionado modelo estuvo filmando el anuncio publicitario de su perfume para hombres Inverse. Poco tiempo después fueron públicamente vistos por primera vez en la fiesta de cumpleaños de Dita Von Teese, en París.

## Discografía
Álbumes de estudio
| - 1988: Kylie - 1989: Enjoy Yourself - 1990: Rhythm of Love - 1991: Let's Get To It - 1994: Kylie Minogue - 1997: Impossible Princess - 2000: Light Years - 2001: Fever - 2003: Body Language | - 2007: X - 2010: Aphrodite - 2014: Kiss Me Once - 2015: Kylie Christmas - 2018: Golden - 2020: Disco - 2023: Tension - 2024: Tension II |

## Giras y conciertos
- 1989: Disco in Dreams Tour/The Hitman Roadshow
- 1990: Enjoy Yourself Tour
- 1991: Rhythm of Love Tour
- 1991: Let's Get To It Tour
- 1998: Intimate and Live Tour
- 2001: On A Night Like This Tour
- 2002: KylieFeverTour 2002
- 2005: Showgirl: The Greatest Hits Tour
- 2006-07: Showgirl: Homecoming Tour
- 2008-09: KylieX2008
- 2009: For You, for Me Tour
- 2011: Aphrodite World Tour
- 2012: Anti Tour
- 2014-15: Kiss Me Once Tour
- 2015: Kylie Summer 2015
- 2015-16: A Kylie Christmas
- 2018: Kylie Presents: Golden
- 2018: Golden Tour
- 2019: Kylie Summer 2019
- 2023 - 2024: Kylie: More Than Just a Residency
- 2025: Tension Tour

## Libros
- 1988: Kylie: Her Complete Story[280]
- 1999: Kylie
- 2002: La La La
- 2006: The Showgirl Princess
- 2007: Kylie
- 2007: Kylie X
- 2008: K[281]
- 2012: Kylie/Fashion